# Rites of Spring
Rites of Spring fue una banda de post-hardcore de Washington D. C., en 1984, conocidos por sus conciertos energéticos. Musicalmente, junto con otros miembros de la escena musical de Dischord, se les ha considerado como uno de los fundadores del emo, movimiento que tuvo como base al hardcore punk; mientras que líricamente, se caracterizó por su contenido sensible y profundo, característico del movimiento denominado revolution summer, por lo cual se le ha conocido popularmente como la primera banda pionera en el estilo.
El cuarteto se integró por el vocalista/guitarrista Guy Picciotto, el guitarrista Eddie Janney, el bajista Mike Fellows, y el baterista Brendan Canty. Su nombre hace referencia al ballet de Ígor Stravinski, La consagración de la primavera (The Rite of Spring en inglés).
Rites of Spring tuvo en su haber un álbum homónimo y el EP All Through a Life, ambos producidos por el fundador y dueño de Dischord Records, Ian MacKaye, y posteriormente reeditados en la compilación de CD End on End de 1991. La agrupación realizó solo quince conciertos, separándose en enero de 1986. Tras la desintegración, Picciotto, Janey y Canty se unieron con Michael Hampton de Embrace (banda de la misma escena) para crear One Last Wish. Posteriormente, el grupo tuvo una especie de reunión como Happy Go Licky, pese a que la música de este conjunto ha sido considerada como más experimental. Finalmente, Picciotto y Canty conformarían la reconocida banda de post-hardcore Fugazi, junto a MacKaye y Joe Lally al bajo.
Picciotto se ha opuesto a la atribución de haber "creado" el emo. Cuando se le preguntó sobre el asunto en una entrevista su respuesta fue: Nunca he reconocido al "emo" como un género musical. Siempre pensé que era el término más retardado que jamás existió. Sé que comúnmente cada banda que ha sido descrita con este término lo detesta. Se sienten escandalizados al oírlo. Pero, siendo honestos, siempre pensé que todas las bandas a las que pertenecí eran de punk rock. La razón por la cual pienso que es tan estúpido es [preguntarse], por ejemplo, ¿acaso no eran los Bad Brains emocionales? ¿Eran robots o algo? Es algo que nunca ha tenido sentido para mí.

## Discografía
Álbumes
- Rites of Spring (1985)

EPs
- All Through a Life 7" (1987)
- Six Song Demo 10" (2012) Grabado en 1984.[10]

Compilaciones
- End on End (1991)